# Coux (Charente-Maritime)
Coux is een gemeente in het Franse departement Charente-Maritime (regio Nouvelle-Aquitaine) en telt 426 inwoners (2004). De plaats maakt deel uit van het arrondissement Jonzac.

## Geografie
De oppervlakte van Coux bedraagt 13,3 km², de bevolkingsdichtheid is 32,0 inwoners per km².
De onderstaande kaart toont de ligging van Coux (Charente-Maritime) met de belangrijkste infrastructuur en aangrenzende gemeenten.

## Demografie
Onderstaande figuur toont het verloop van het inwonertal (bron: INSEE-tellingen).